# Lijst van Tweede Kamerleden voor het CDA
Een overzicht van alle (voormalige) Tweede Kamerleden voor het Christen-Democratisch Appèl (CDA).
| Tweede Kamerlid                  | Begindatum        | Einddatum         |
| -------------------------------- | ----------------- | ----------------- |
| Willem Aantjes                   | 8 juni 1977       | 6 november 1978   |
| Harry Aarts                      | 8 juni 1977       | 30 september 1993 |
| Ine Aasted-Madsen-van Stiphout   | 23 mei 2002       | 29 januari 2003   |
| Ine Aasted-Madsen-van Stiphout   | 21 mei 2003       | 29 november 2006  |
| Ine Aasted-Madsen-van Stiphout   | 13 mei 2008       | 16 augustus 2008  |
| Ine Aasted-Madsen-van Stiphout   | 3 september 2008  | 17 juni 2010      |
| Dries van Agt                    | 8 juni 1977       | 18 december 1977  |
| Dries van Agt                    | 10 juni 1981      | 8 september 1981  |
| Dries van Agt                    | 16 september 1982 | 15 juni 1983      |
| Hans van den Akker               | 19 mei 1998       | 22 mei 2002       |
| Rendert Algra                    | 26 juli 2002      | 29 november 2006  |
| Rendert Algra                    | 1 september 2009  | 17 juni 2010      |
| Marius van Amelsvoort            | 15 september 1977 | 15 april 1980     |
| Marius van Amelsvoort            | 10 juni 1981      | 7 november 1982   |
| Marius van Amelsvoort            | 3 juni 1986       | 6 november 1989   |
| Mustafa Amhaouch                 | 12 januari 2016   | 5 december 2023   |
| Mieke Andela-Baur                | 30 augustus 1978  | 9 juni 1981       |
| Mieke Andela-Baur                | 9 september 1981  | 15 september 1982 |
| Mieke Andela-Baur                | 11 november 1982  | 2 juni 1986       |
| Frans Andriessen                 | 8 juni 1977       | 18 december 1977  |
| Gerard van den Anker             | 12 januari 2021   | 30 maart 2021     |
| Agnes van Ardenne-van der Hoeven | 17 mei 1994       | 21 juli 2002      |
| Agnes van Ardenne-van der Hoeven | 30 januari 2003   | 26 mei 2003       |
| Anneke Assen                     | 26 april 1995     | 18 mei 1998       |
| Joop Atsma                       | 19 mei 1998       | 14 oktober 2010   |
| Ton van Baars                    | 15 april 1980     | 9 juni 1981       |
| Ton van Baars                    | 19 januari 1982   | 2 juni 1986       |
| Ada Baas-Jansen                  | 17 mei 1988       | 13 september 1989 |
| Ben Bakker                       | 16 januari 1978   | 9 juni 1981       |
| Jan Peter Balkenende             | 19 mei 1998       | 21 juli 2002      |
| Jan Peter Balkenende             | 30 januari 2003   | 26 mei 2003       |
| Jan Peter Balkenende             | 30 november 2006  | 22 februari 2007  |
| Pieter Beelaerts van Blokland    | 10 juni 1981      | 8 september 1981  |
| Marten Beinema                   | 16 januari 1978   | 18 mei 1998       |
| Joba van den Berg                | 23 maart 2017     | 30 maart 2021     |
| Joba van den Berg                | 29 april 2021     | 16 augustus 2021  |
| Joba van den Berg                | 7 september 2021  | 5 december 2023   |
| Bouke Beumer                     | 8 juni 1977       | 16 juli 1979      |
| Pieter Jan Biesheuvel            | 30 juli 1986      | 22 mei 2002       |
| Ank Bijleveld-Schouten           | 16 november 1989  | 15 januari 2001   |
| Ank Bijleveld-Schouten           | 17 juni 2010      | 31 december 2010  |
| Marja van Bijsterveldt           | 17 juni 2010      | 14 oktober 2010   |
| Eddy Bilder                      | 1 maart 2007      | 17 juni 2010      |
| Jack Biskop                      | 30 november 2006  | 17 juni 2010      |
| Jack Biskop                      | 21 oktober 2010   | 19 september 2012 |
| Elly Blanksma-van den Heuvel     | 30 november 2006  | 19 september 2012 |
| Liesbeth Bloemen                 | 22 februari 1994  | 16 mei 1994       |
| Bas Jan van Bochove              | 23 mei 2002       | 17 juni 2010      |
| Bas Jan van Bochove              | 21 oktober 2010   | 19 september 2012 |
| Hans de Boer                     | 8 juni 1977       | 10 september 1981 |
| Hans de Boer                     | 16 september 1982 | 11 maart 1983     |
| Joep de Boer                     | 8 juni 1977       | 13 september 1989 |
| Mieke Boers-Wijnberg             | 30 juli 1986      | 30 november 1995  |
| Jaap Boersma                     | 8 juni 1977       | 7 september 1977  |
| Jaap Boersma                     | 16 januari 1978   | 31 oktober 1978   |
| Henri Bontenbal                  | 1 juni 2021       | 14 september 2021 |
| Henri Bontenbal                  | 29 september 2021 | 27 december 2021  |
| Henri Bontenbal                  | 18 januari 2022   |                   |
| Bart van den Brink               | 10 mei 2023       | 5 december 2023   |
| Fred Borgman                     | 5 april 1978      | 9 juni 1981       |
| Fred Borgman                     | 9 september 1981  | 15 september 1982 |
| Fred Borgman                     | 11 november 1982  | 15 maart 1990     |
| Bets Borm-Luijkx                 | 6 mei 1980        | 9 juni 1981       |
| Clemens Bosman                   | 24 september 1985 | 2 juni 1986       |
| Derk Boswijk                     | 31 maart 2021     |                   |
| Gerrit Braks                     | 8 juni 1977       | 5 maart 1980      |
| Gerrit Braks                     | 10 juni 1981      | 8 september 1981  |
| Gerrit Braks                     | 15 september 1981 | 3 november 1982   |
| Gerrit Braks                     | 3 juni 1986       | 13 juli 1986      |
| Gerrit Braks                     | 14 september 1989 | 6 november 1989   |
| Wiel Bremen                      | 8 juni 1977       | 9 juni 1981       |
| Cees Bremmer                     | 7 juni 1995       | 18 mei 1998       |
| Theo Brinkel                     | 3 juni 2003       | 29 november 2006  |
| Elco Brinkman                    | 3 juni 1986       | 13 juli 1986      |
| Elco Brinkman                    | 14 september 1989 | 25 april 1995     |
| Hans van den Broek               | 8 juni 1977       | 10 september 1981 |
| Hans van den Broek               | 16 september 1982 | 3 november 1982   |
| Hans van den Broek               | 3 juni 1986       | 13 juli 1986      |
| Hans van den Broek               | 14 september 1989 | 6 november 1989   |
| Gerrit Brokx                     | 10 juni 1981      | 8 september 1981  |
| Gerrit Brokx                     | 15 september 1981 | 15 september 1982 |
| Gerrit Brokx                     | 21 september 1982 | 4 november 1982   |
| Gerrit Brokx                     | 3 juni 1986       | 13 juli 1986      |
| Hanke Bruins Slot                | 17 juni 2010      | 4 juni 2019       |
| Hubert Bruls                     | 23 mei 2002       | 10 oktober 2005   |
| Siem Buijs                       | 19 mei 1998       | 29 november 2006  |
| Jan Buikema                      | 28 augustus 1979  | 9 juni 1981       |
| Jan Buikema                      | 16 september 1981 | 15 september 1982 |
| Jan Buikema                      | 11 november 1982  | 1 september 1985  |
| Piet Bukman                      | 14 september 1989 | 6 november 1989   |
| Piet Bukman                      | 18 mei 1994       | 18 mei 1998       |
| Vincent van der Burg             | 1 november 1979   | 9 juni 1981       |
| Vincent van der Burg             | 11 april 1982     | 15 september 1982 |
| Vincent van der Burg             | 11 november 1982  | 18 mei 1998       |
| Wim van de Camp                  | 3 juni 1986       | 14 juli 2009      |
| Dien Cornelissen                 | 8 juni 1977       | 2 juni 1986       |
| Pam Cornelissen                  | 8 juni 1977       | 18 januari 1982   |
| Coşkun Çörüz                     | 29 mei 2001       | 19 september 2012 |
| Henk Couprie                     | 24 januari 1979   | 9 juni 1981       |
| Henk Couprie                     | 9 september 1981  | 15 september 1982 |
| Henk Couprie                     | 11 november 1982  | 2 juni 1986       |
| Chris van Dam                    | 23 maart 2017     | 30 maart 2021     |
| Gerrit van Dam                   | 8 juni 1977       | 2 juni 1986       |
| Nancy Dankers                    | 17 mei 1994       | 22 mei 2002       |
| Wim Deetman                      | 16 januari 1978   | 10 september 1981 |
| Wim Deetman                      | 16 september 1982 | 3 november 1982   |
| Wim Deetman                      | 3 juni 1986       | 13 juli 1986      |
| Wim Deetman                      | 14 september 1989 | 30 november 1996  |
| Kees van Dijk                    | 8 juni 1977       | 10 september 1981 |
| Kees van Dijk                    | 16 september 1982 | 13 juli 1986      |
| Inge van Dijk                    | 31 maart 2021     |                   |
| Jan Jacob van Dijk               | 26 juli 2002      | 29 januari 2003   |
| Jan Jacob van Dijk               | 3 juni 2003       | 17 juni 2010      |
| Asje van Dijk                    | 1 juni 1993       | 16 mei 1994       |
| Stef Dijkman                     | 8 juni 1977       | 7 december 1983   |
| Alie Doelman-Pel                 | 3 juni 1986       | 18 mei 1998       |
| Piet Hein Donner                 | 30 november 2006  | 22 februari 2007  |
| Loek Duyn                        | 30 juli 1986      | 19 april 1988     |
| Klaasje Eisses-Timmerman         | 25 augustus 1992  | 16 mei 1994       |
| Klaasje Eisses-Timmerman         | 19 mei 1998       | 26 april 2001     |
| Nihat Eski                       | 26 juli 2002      | 29 januari 2003   |
| Nihat Eski                       | 3 juni 2003       | 29 november 2006  |
| Nihat Eski                       | 15 december 2009  | 17 juni 2010      |
| Berry Esselink                   | 30 juli 1986      | 19 september 1996 |
| Camiel Eurlings                  | 19 mei 1998       | 19 juli 2004      |
| Hanske Evenhuis-van Essen        | 8 juni 1977       | 2 juni 1986       |
| Huib Eversdijk                   | 8 juni 1977       | 10 juni 1991      |
| Sytze Faber                      | 8 juni 1977       | 21 januari 1985   |
| Kathleen Ferrier                 | 23 mei 2002       | 19 september 2012 |
| Wim van Fessem                   | 26 juli 2002      | 29 januari 2003   |
| Wim van Fessem                   | 3 juni 2003       | 29 november 2006  |
| Ton Frinking                     | 22 december 1977  | 31 mei 1993       |
| Léon Frissen                     | 3 juni 1986       | 16 mei 1994       |
| Dzsingisz Gabor                  | 17 mei 1994       | 18 mei 1998       |
| Til Gardeniers-Berendsen         | 8 juni 1977       | 18 december 1977  |
| Til Gardeniers-Berendsen         | 10 juni 1981      | 8 september 1981  |
| Til Gardeniers-Berendsen         | 21 september 1982 | 22 februari 1983  |
| Pieter van Geel                  | 23 mei 2002       | 21 juli 2002      |
| Pieter van Geel                  | 30 januari 2003   | 26 mei 2003       |
| Pieter van Geel                  | 30 november 2006  | 17 juni 2010      |
| Lenny Geluk-Poortvliet           | 31 oktober 2017   | 30 maart 2021     |
| Karien van Gennip                | 30 september 2006 | 2 september 2008  |
| Gerrit Gerritse                  | 16 januari 1978   | 16 mei 1994       |
| Jaco Geurts                      | 20 september 2012 | 9 mei 2023        |
| Louw de Graaf                    | 10 juni 1981      | 28 mei 1982       |
| Louw de Graaf                    | 16 september 1982 | 4 november 1982   |
| Louw de Graaf                    | 3 juni 1986       | 13 juli 1986      |
| Jan de Graaf                     | 13 november 1990  | 16 mei 1994       |
| Hans Gualthérie van Weezel       | 8 juni 1977       | 31 juli 1992      |
| Frans van der Gun                | 8 juni 1977       | 16 juli 1979      |
| Henk de Haan                     | 3 december 1996   | 29 november 2006  |
| Sybrand van Haersma Buma         | 23 mei 2002       | 29 mei 2019       |
| Maarten Haverkamp                | 26 juli 2002      | 17 juni 2010      |
| Maarten Haverkamp                | 21 oktober 2010   | 19 september 2012 |
| Ted Hazekamp                     | 8 juni 1977       | 27 december 1977  |
| Annemieke van Heel-Kasteel       | 28 augustus 1979  | 9 juni 1981       |
| Bob Heeringa                     | 2 september 1997  | 18 mei 1998       |
| Enneüs Heerma                    | 14 september 1989 | 6 november 1989   |
| Enneüs Heerma                    | 17 mei 1994       | 8 april 1997      |
| Pieter Heerma                    | 19 september 2012 | 5 december 2023   |
| Frans Jozef van der Heijden      | 11 november 1982  | 18 mei 1998       |
| Martijn van Helvert              | 12 november 2014  | 30 maart 2021     |
| Jo Hendriks                      | 8 juni 1977       | 7 september 1977  |
| Ben Hennekam                     | 15 februari 1978  | 31 augustus 1990  |
| Ad Hermes                        | 8 juni 1977       | 8 januari 1978    |
| Ad Hermes                        | 10 juni 1981      | 10 september 1981 |
| Ad Hermes                        | 16 september 1982 | 16 mei 1994       |
| Ben Hermsen                      | 15 september 1977 | 2 juni 1986       |
| Jos Hessels                      | 23 mei 2002       | 9 maart 2009      |
| Ruud van Heugten                 | 30 november 2006  | 10 december 2009  |
| Eddy van Hijum                   | 2 september 2003  | 11 november 2014  |
| Hans Hillen                      | 20 maart 1990     | 22 mei 2002       |
| Ernst Hirsch Ballin              | 17 mei 1994       | 31 mei 1995       |
| Wopke Hoekstra                   | 31 maart 2021     | 9 januari 2022    |
| Maria van der Hoeven             | 11 juni 1991      | 21 juli 2002      |
| Maria van der Hoeven             | 30 januari 2003   | 26 mei 2003       |
| Maria van der Hoeven             | 30 november 2006  | 22 februari 2007  |
| Michiel Holtackers               | 30 juni 2011      | 19 september 2012 |
| Jaap de Hoop Scheffer            | 3 juni 1986       | 22 mei 2002       |
| Jan ten Hoopen                   | 5 december 1995   | 18 mei 1998       |
| Jan ten Hoopen                   | 26 juni 2001      | 17 juni 2010      |
| Jan van Houwelingen              | 8 juni 1977       | 13 september 1981 |
| Jan van Houwelingen              | 16 september 1982 | 4 november 1982   |
| Jan van Houwelingen              | 3 juni 1986       | 13 juli 1986      |
| Jan van Houwelingen              | 14 september 1989 | 16 mei 1994       |
| Hans Huibers                     | 14 september 1989 | 16 mei 1994       |
| Joost van Iersel                 | 28 augustus 1979  | 9 juni 1981       |
| Joost van Iersel                 | 16 september 1981 | 15 september 1982 |
| Joost van Iersel                 | 11 november 1982  | 16 mei 1994       |
| Rikus Jager                      | 23 mei 2002       | 17 juni 2010      |
| Jan Kees de Jager                | 17 juni 2010      | 14 oktober 2010   |
| Minouche Janmaat-Abee            | 10 juni 1981      | 16 september 1982 |
| Minouche Janmaat-Abee            | 22 januari 1985   | 2 juni 1986       |
| Minouche Janmaat-Abee            | 30 juli 1986      | 13 september 1989 |
| Minouche Janmaat-Abee            | 16 november 1989  | 16 mei 1994       |
| Cisca Joldersma                  | 23 mei 2002       | 17 juni 2010      |
| Cisca Joldersma                  | 17 januari 2012   | 22 april 2012     |
| Gerrit de Jong                   | 14 september 1989 | 18 mei 1998       |
| Mechtild de Jong                 | 16 november 1989  | 16 mei 1994       |
| Aat de Jonge                     | 15 september 1981 | 15 september 1982 |
| Corien Jonker                    | 5 maart 2002      | 22 mei 2002       |
| Corien Jonker                    | 31 augustus 2004  | 29 november 2006  |
| Corien Jonker                    | 1 maart 2007      | 17 juni 2010      |
| Mona Keijzer                     | 20 september 2012 | 26 oktober 2017   |
| Mona Keijzer                     | 31 maart 2021     | 27 september 2021 |
| Cor Kleisterlee jr.              | 8 juni 1977       | 31 oktober 1979   |
| Ab Klink                         | 17 juni 2010      | 6 september 2010  |
| Cees van der Knaap               | 19 mei 1998       | 21 juli 2002      |
| Cees van der Knaap               | 30 januari 2003   | 26 mei 2003       |
| Cees van der Knaap               | 30 november 2006  | 22 februari 2007  |
| Raymond Knops                    | 11 oktober 2005   | 29 november 2006  |
| Raymond Knops                    | 1 maart 2007      | 17 juni 2010      |
| Raymond Knops                    | 7 september 2010  | 26 oktober 2017   |
| Raymond Knops                    | 31 maart 2021     | 2 februari 2023   |
| Alis Koekkoek                    | 17 mei 1994       | 18 mei 1998       |
| Helmer Koetje                    | 30 juli 1986      | 16 mei 1994       |
| Gert Koffeman                    | 14 september 1989 | 16 mei 1994       |
| Ton de Kok                       | 1 maart 1983      | 2 juni 1986       |
| Ton de Kok                       | 30 juli 1986      | 13 september 1989 |
| Ton de Kok                       | 16 november 1989  | 16 mei 1994       |
| Jan de Koning                    | 8 juni 1977       | 18 december 1977  |
| Jan de Koning                    | 10 juni 1981      | 8 september 1981  |
| Jan de Koning                    | 16 september 1982 | 3 november 1982   |
| Jan de Koning                    | 3 juni 1986       | 13 juli 1986      |
| Myra Koomen                      | 26 juli 2002      | 29 januari 2003   |
| Myra Koomen                      | 3 juni 2003       | 6 juni 2006       |
| Ger Koopmans                     | 23 mei 2002       | 19 september 2012 |
| Ad Koppejan                      | 30 november 2006  | 19 september 2012 |
| Virginie Korte-van Hemel         | 15 september 1977 | 9 juni 1981       |
| Virginie Korte-van Hemel         | 9 september 1981  | 15 september 1982 |
| Virginie Korte-van Hemel         | 3 juni 1986       | 13 juli 1986      |
| Jules Kortenhorst                | 30 november 2006  | 23 januari 2008   |
| Roland Kortenhorst               | 23 mei 2002       | 3 september 2008  |
| Jeltien Kraaijeveld-Wouters      | 8 juni 1977       | 27 december 1977  |
| Jeltien Kraaijeveld-Wouters      | 10 juni 1981      | 1 november 1988   |
| Jan Krajenbrink                  | 10 juni 1981      | 31 januari 1994   |
| Roelof Kruisinga                 | 8 juni 1977       | 18 december 1977  |
| Harmen Krul                      | 7 februari 2023   |                   |
| Anne Kuik                        | 23 maart 2017     | 5 december 2023   |
| Willem de Kwaadsteniet           | 15 september 1977 | 3 juni 1986       |
| Willem de Kwaadsteniet           | 30 juli 1986      | 13 september 1989 |
| Frouwkje Laning-Boersema         | 8 juni 1982       | 15 september 1982 |
| Frouwkje Laning-Boersema         | 16 maart 1983     | 16 mei 1994       |
| Ad Lansink                       | 8 juni 1977       | 9 juni 1981       |
| Ad Lansink                       | 9 september 1981  | 15 september 1982 |
| Ad Lansink                       | 11 november 1982  | 18 mei 1998       |
| Gerd Leers                       | 4 september 1990  | 31 januari 2002   |
| Johan de Leeuw                   | 3 juni 1986       | 30 november 1991  |
| Hannie van Leeuwen               | 8 juni 1977       | 31 maart 1978     |
| Gerard van Leijenhorst           | 8 juni 1977       | 10 september 1981 |
| Gerard van Leijenhorst           | 16 september 1982 | 7 november 1982   |
| Gerard van Leijenhorst           | 3 juni 1986       | 16 mei 1994       |
| René van der Linden              | 8 juni 1977       | 13 juli 1986      |
| René van der Linden              | 29 november 1988  | 18 mei 1998       |
| Erik van Lith                    | 23 mei 2002       | 29 november 2006  |
| Ruud Lubbers                     | 8 juni 1977       | 7 september 1977  |
| Ruud Lubbers                     | 22 december 1977  | 3 november 1982   |
| Ruud Lubbers                     | 3 juni 1986       | 13 juli 1986      |
| Ruud Lubbers                     | 14 september 1989 | 6 november 1989   |
| Maurits von Martels              | 23 maart 2017     | 30 maart 2021     |
| Jan Mastwijk                     | 23 mei 2002       | 17 juni 2010      |
| Wim Mateman                      | 28 augustus 1979  | 18 mei 1998       |
| Durk van der Mei                 | 8 juni 1977       | 27 december 1977  |
| Durk van der Mei                 | 15 september 1981 | 16 september 1982 |
| Durk van der Mei                 | 11 november 1982  | 25 juni 1984      |
| Theo Meijer                      | 8 oktober 1996    | 31 augustus 2003  |
| Jacques de Milliano              | 19 mei 1998       | 16 november 1998  |
| Harry van der Molen              | 23 maart 2017     | 22 december 2022  |
| Joep Mommersteeg                 | 22 december 1977  | 31 maart 1982     |
| Corrie Moret-de Jong             | 30 juli 1986      | 13 september 1989 |
| Aart Mosterd                     | 24 november 1998  | 29 november 2006  |
| Gerard van Muiden                | 8 juni 1977       | 9 juni 1981       |
| Gerard van Muiden                | 16 september 1981 | 16 september 1982 |
| Gerard van Muiden                | 26 juni 1984      | 2 juni 1986       |
| Gerard van Muiden                | 30 juli 1986      | 12 januari 1989   |
| Agnes Mulder                     | 20 september 2012 | 9 mei 2023        |
| Nel Mulder-van Dam               | 14 februari 1989  | 13 september 1989 |
| Nel Mulder-van Dam               | 16 november 1989  | 18 mei 1998       |
| Frans de Nerée tot Babberich     | 11 juni 2002      | 17 juni 2010      |
| Jan Nijland                      | 16 september 1981 | 15 september 1982 |
| Jan Nijland                      | 11 november 1982  | 16 mei 1994       |
| Jan van Noord                    | 10 juni 1981      | 16 mei 1994       |
| Harrij Notenboom                 | 8 juni 1977       | 16 juli 1979      |
| Niny van Oerle-van der Horst     | 23 mei 2002       | 29 november 2006  |
| Pieter Omtzigt                   | 3 juni 2003       | 17 juni 2010      |
| Pieter Omtzigt                   | 26 oktober 2010   | 14 september 2021 |
| Ria Oomen-Ruijten                | 10 juni 1981      | 13 september 1989 |
| Henk Jan Ormel                   | 23 mei 2002       | 19 september 2012 |
| Peter Oskam                      | 20 september 2012 | 4 januari 2016    |
| Hilde Palland                    | 29 mei 2019       | 5 december 2023   |
| Marleen de Pater-van der Meer    | 6 februari 2001   | 17 juni 2010      |
| Walter Paulis                    | 7 oktober 1980    | 9 juni 1981       |
| Walter Paulis                    | 16 juni 1983      | 2 juni 1986       |
| Walter Paulis                    | 30 juli 1986      | 16 mei 1994       |
| Rinus Peijnenburg                | 8 juni 1977       | 18 december 1977  |
| René Peters                      | 23 maart 2017     | 5 december 2023   |
| Hein Pieper                      | 17 maart 2009     | 17 juni 2010      |
| Minke van der Ploeg-Posthumus    | 2 december 1991   | 16 mei 1994       |
| Wytske Postma                    | 5 juni 2019       | 30 maart 2021     |
| Nirmala Rambocus                 | 23 mei 2002       | 29 november 2006  |
| Ram Ramlal                       | 16 juni 1992      | 16 mei 1994       |
| Jacob Reitsma                    | 30 juli 1986      | 11 juni 2001      |
| Theo Rietkerk                    | 19 mei 1998       | 20 mei 2003       |
| Michel Rog                       | 20 september 2012 | 11 januari 2021   |
| Erik Ronnes                      | 20 mei 2015       | 19 mei 2020       |
| Martin van Rooijen               | 1 november 1977   | 31 augustus 1980  |
| Riet Roosen-van Pelt             | 24 juni 1986      | 16 mei 1994       |
| Yvonne van Rooy                  | 14 september 1989 | 27 september 1990 |
| Yvonne van Rooy                  | 17 mei 1994       | 31 augustus 1997  |
| Clémence Ross-van Dorp           | 19 mei 1998       | 21 juli 2002      |
| Clémence Ross-van Dorp           | 30 januari 2003   | 26 mei 2003       |
| Sander de Rouwe                  | 1 maart 2007      | 19 mei 2015       |
| Onno Ruding                      | 3 juni 1986       | 13 juli 1986      |
| Job de Ruiter                    | 10 juni 1981      | 8 september 1981  |
| Job de Ruiter                    | 16 september 1982 | 3 november 1982   |
| Piet van der Sanden              | 8 juni 1977       | 13 september 1989 |
| Maarten Schakel                  | 8 juni 1977       | 9 juni 1981       |
| Hajé Schartman                   | 15 september 1981 | 15 september 1982 |
| Hajé Schartman                   | 11 november 1982  | 31 mei 1992       |
| Janneke Schermers                | 30 november 2006  | 17 juni 2010      |
| Jan Schinkelshoek                | 30 november 2006  | 17 juni 2010      |
| Jan Nico Scholten                | 8 juni 1977       | 9 juni 1981       |
| Jan Nico Scholten                | 15 september 1981 | 15 september 1982 |
| Jan Nico Scholten                | 11 november 1982  | 7 december 1983   |
| Annie Schreijer-Pierik           | 19 mei 1998       | 17 juni 2010      |
| Harry Seijben                    | 16 januari 1978   | 27 juli 1978      |
| Evert Jan Slootweg               | 31 oktober 2017   | 30 maart 2021     |
| Evert Jan Slootweg               | 10 mei 2022       | 22 augustus 2022  |
| Margreeth Smilde                 | 26 juli 2002      | 29 januari 2003   |
| Margreeth Smilde                 | 3 juni 2003       | 29 november 2006  |
| Margreeth Smilde                 | 23 januari 2008   | 19 september 2012 |
| Ries Smits                       | 30 juli 1986      | 18 mei 1998       |
| Marian Soutendijk-van Appeldoorn | 3 juni 1986       | 18 mei 1998       |
| Liesbeth Spies                   | 23 mei 2002       | 17 juni 2010      |
| Fons van der Stee                | 8 juni 1977       | 7 september 1977  |
| Mirjam Sterk                     | 23 mei 2002       | 19 september 2012 |
| Theo Stroeken                    | 19 mei 1998       | 22 mei 2002       |
| Haty Tegelaar-Boonacker          | 3 juni 1986       | 2 mei 1994        |
| Gerrit Terpstra                  | 3 juni 1986       | 18 mei 1998       |
| Julius Terpstra                  | 20 mei 2020       | 30 maart 2021     |
| Teun Tolman                      | 8 juni 1977       | 16 juli 1979      |
| Madeleine van Toorenburg         | 1 maart 2007      | 30 maart 2021     |
| Rob van den Toorn                | 10 juni 1981      | 2 juni 1986       |
| Klaas Tuinstra                   | 3 juni 1986       | 13 september 1989 |
| Klaas Tuinstra                   | 16 november 1989  | 16 mei 1994       |
| Sabine Uitslag                   | 8 april 2008      | 29 juli 2008      |
| Sabine Uitslag                   | 3 september 2008  | 29 september 2012 |
| Eline Vedder                     | 10 mei 2023       |                   |
| Antoon Veerman                   | 8 juni 1977       | 9 juni 1981       |
| Gerda Verburg                    | 19 mei 1998       | 22 februari 2007  |
| Gerda Verburg                    | 17 juni 2010      | 29 juni 2011      |
| Maxime Verhagen                  | 17 mei 1994       | 22 februari 2007  |
| Maxime Verhagen                  | 17 juni 2010      | 14 oktober 2010   |
| Antoinette Vietsch               | 23 mei 2002       | 29 november 2006  |
| Antoinette Vietsch               | 1 maart 2007      | 17 juni 2010      |
| Marry Visser-van Doorn           | 15 april 1997     | 22 mei 2002       |
| Thijs van Vlijmen                | 10 juni 1981      | 16 mei 1994       |
| Berend-Jan van Voorst tot Voorst | 14 september 1989 | 6 november 1989   |
| Thom Vreugdenhil                 | 3 juni 1986       | 13 september 1989 |
| Thom Vreugdenhil                 | 16 november 1989  | 16 mei 1994       |
| Yvonne Vriens-Auerbach           | 3 juni 1986       | 13 september 1989 |
| Yvonne Vriens-Auerbach           | 16 november 1989  | 16 mei 1994       |
| Bert de Vries                    | 21 november 1978  | 6 november 1989   |
| Jan de Vries                     | 23 mei 2002       | 17 juni 2010      |
| Nicolien van Vroonhoven-Kok      | 23 mei 2002       | 17 juni 2010      |
| Steef Weijers                    | 8 juni 1977       | 13 september 1989 |
| Marieke van der Werf             | 11 januari 2011   | 19 september 2012 |
| Lucille Werner                   | 31 maart 2021     | 5 december 2023   |
| Tjerk Westerterp                 | 8 juni 1977       | 7 september 1977  |
| Tjerk Westerterp                 | 22 december 1977  | 14 februari 1978  |
| Peter van Wijmen                 | 19 mei 1998       | 22 mei 2002       |
| Joop Wijn                        | 19 mei 1998       | 21 juli 2002      |
| Joop Wijn                        | 30 januari 2003   | 26 mei 2003       |
| Joop Wijn                        | 30 november 2006  | 21 februari 2007  |
| Ans Willemse-van der Ploeg       | 12 oktober 1993   | 16 mei 1994       |
| Ans Willemse-van der Ploeg       | 7 juni 2006       | 29 november 2006  |
| Ans Willemse-van der Ploeg       | 1 maart 2007      | 17 juni 2010      |
| Bart van Winsen                  | 23 mei 2002       | 29 november 2006  |
| Herman Wisselink                 | 8 juni 1977       | 9 juni 1981       |
| Frans Wolters                    | 10 juni 1981      | 18 mei 1998       |
| Piet van Zeil                    | 8 juni 1977       | 10 september 1981 |
| Piet van Zeil                    | 16 september 1982 | 4 november 1982   |
| Piet van Zeil                    | 3 juni 1986       | 21 juni 1986      |